# Айос-Харитон
Айос-Харитон (греч. Άγιος Χαρίτων) / Эргенекон (тур. Ergenekon) — деревня на острове Кипр, на территории частично признанного государства Турецкая Республика Северного Кипра (согласно мнению международного сообщества — в Республике Кипр).

## Географическое положение
Айос-Харитон находится в северо-восточной части острова, к югу от горного хребта Кирния, на расстоянии приблизительно 32 километров к северо-западу от Фамагусты, административного центра района. Абсолютная высота — 252 метра над уровнем моря.

## Население
Численность населения деревни на 2011 год составляла 96 человек, из которых мужчины составляли 56,3 %, женщины — соответственно 43,7 %.
| Год  | Население, человек |
| ---- | ------------------ |
| 2006 | 96                 |
| 2011 | 96                 |

## Транспорт
Ближайший гражданский аэропорт — Эрджан.